# Raphael Holinshed
Raphael Holinshed (c. 1525-1580) foi um cronista inglês da época do Renascimento.
Nasceu em Cheshire, e é provável que tenha estudado em Cambridge. Holinshed trabalhou com o editor Reyner Wolfe para criar uma ambiciosa História Universal que nunca foi completada. Após a morte de Wolfe, ocorrida por volta de 1574, Holinshed reduziu a abrangência da obra, concentrando-se na história das Ilhas Britânicas. Para a redação de tal obra, contratou Richard Stanihurst e William Harrison. 
As Crônicas da Inglaterra, Escócia e Irlanda (Chronicles of England, Scotland, and Ireland) foram publicadas em 1577 e foram um êxito editorial, atraindo elogios e críticas dos seus contemporâneos. Uma nova edição, muito ampliada, foi publicada em 1587, após a morte de Holinshed.
As Crónicas foram um feito para a historiografia inglesa da época, e serviram de referência sobre a história britânica para muitos autores subsequentes. Shakespeare baseou-se na obra para suas peças teatrais históricas, como Henrique V, e para as tragédias Macbeth e Rei Lear.